# Зеландія (регіон)
Зеландія (дан. Sjælland) — адміністративний регіон у Данії, створений 1 січня 2007 року в рамках адміністративної реформи, коли традиційний поділ країни на 14 амтів змінила нова система поділу на п'ять регіонів. Також було скорочено кількість муніципалітетів із 270 до 98.

## Загальний огляд
До складу Зеландії входять 17 муніципалітетів. Населення на 2009 рік становило 821 252 жителі, площа — 7273 км². Столиця регіону — Соро. Зеландія розташовується на більшій частині острова Зеландія, островах Лолланн, Фальстер і Мен. До 2007 року на її території розміщалися амти Роскілле, Сторстрем і Західна Зеландія.